# Cinimmar
 (novembre 2020).

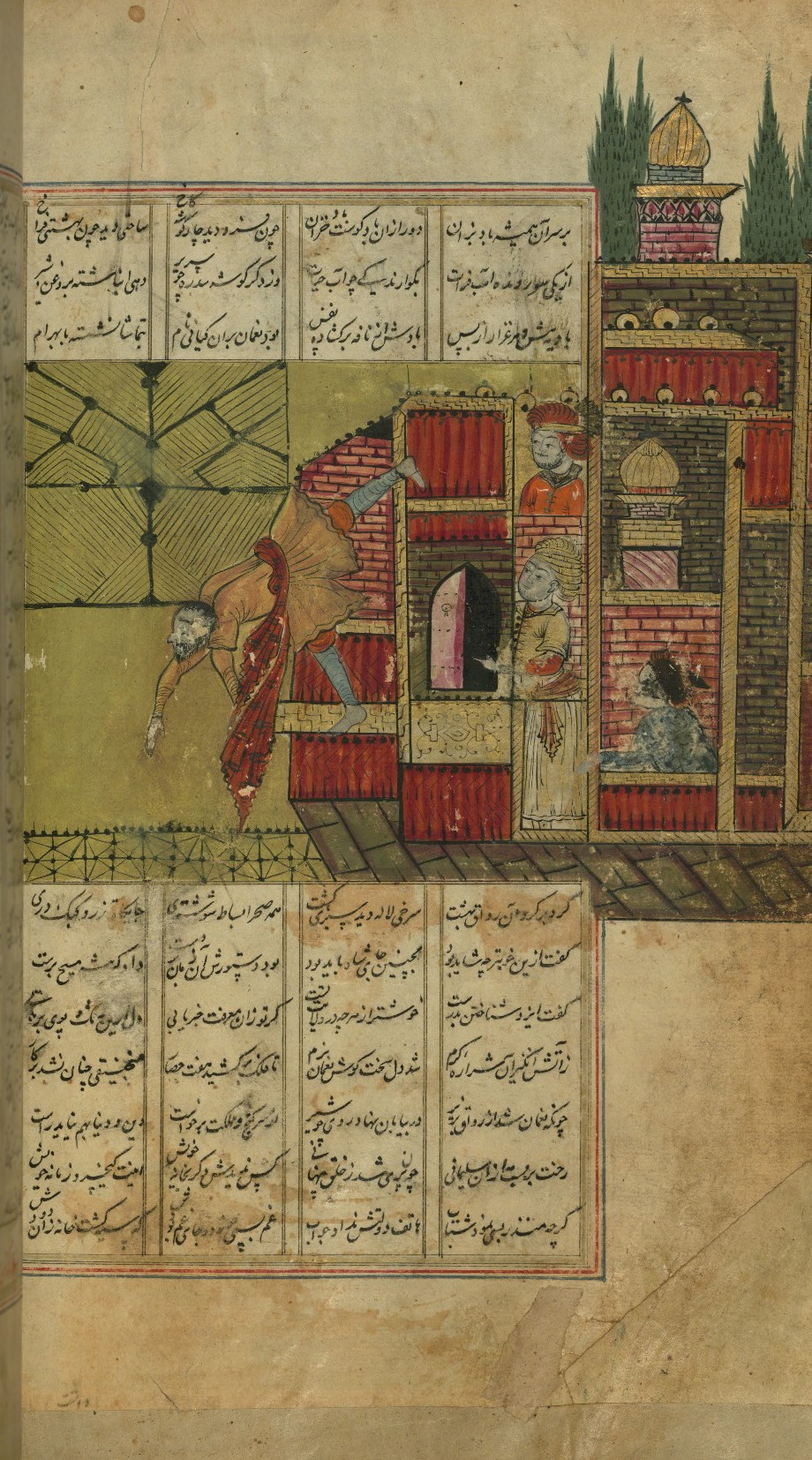
Cinimmar jeté du toit du palais

Cenmar ou Cinimmar (prononcé « Sanimar » en arabe : سنمار) est un architecte byzantin, qui a été sollicité par le roi Lakhmid Al-Nu'man  ibn Imru al-Qays pour construire le plus beau palais de l'Empire Sassanides.

## Histoire
Après 20 ans, Cinimmar termine la construction du palais, nommé Khawarnaq (arabe: الخورنق), et invite le roi à le voir. C'est une véritable œuvre d'art. Après la visite, Cinimmar dit au roi deux choses :
- la première est qu'il existe une brique qui, si elle était déplacée, provoquerais l'effondrement du palais et qu'il est le seul à connaitre son emplacement.
- la seconde est qu'il est capable de construire un palais tournant pour suivre l'orientation de la lumière du soleil.

Le roi, qui a eu peur que Cinimmar détruise le palais et pour éviter qu'il ne construise un palais plus grand et plus beau pour un autre roi, ordonne à ses gardiens de tuer Cinimmar en le jetant du haut du palais.
« La compensation de Cenmar جزاء سنيمار » est utilisée de manière proverbiale en persan et en arabe.